# Anteros principalis
Anteros principalis is een vlindersoort uit de familie van de prachtvlinders (Riodinidae), onderfamilie Riodininae.
Anteros principalis werd in 1874 beschreven door Hopffer.